# Caponia spiralifera
Caponia spiralifera là một loài nhện trong họ Caponiidae.
Loài này thuộc chi Caponia. Caponia spiralifera được William Frederick Purcell miêu tả năm 1904.